# Apeiba tibourbou
Apeiba tibourbou
é uma árvore nativa não endêmica do Brasil conhecida pelos nomes populares pau-jangada, pente de macaco, cortiça, jangadeira, escova de macaco e embira-branca.

## Morfologia
Atinge cerca de vinte metros de altura, com tronco reto e cilíndrico de diâmetro médio de cinquenta centímetros; seus ramos jovens e pecíolos foliares são revestidos por tomento ferruginoso; possui copa ampla; suas folhas são simples, alternas, estipuladas, asperas, finamente dentadas, com tamanho médio de 28  por 15 centímetros; inflorescências paniculadas, com tamanho médio de nove centímetros; flores, amarelas, odoríferas, bissexuadas, abertas, atinomorfas, pluricarpelares, pluriloculares, de placentação axilar, possui estilete, estigma áfido, verticilos do tipo diclamídeo, cálice dialissépalo, corola dialipétala, ovário súpero, antera com deiscência longitudinal.
Pólen mônade, suboblato esferoidal, com simetria radial, com polaridade isopolar, de âmbito subcircular, com abertura do tipo colporo, de colpo longo, com poro alongado, tricolporado, exina com com ornamentação microrreticulada.

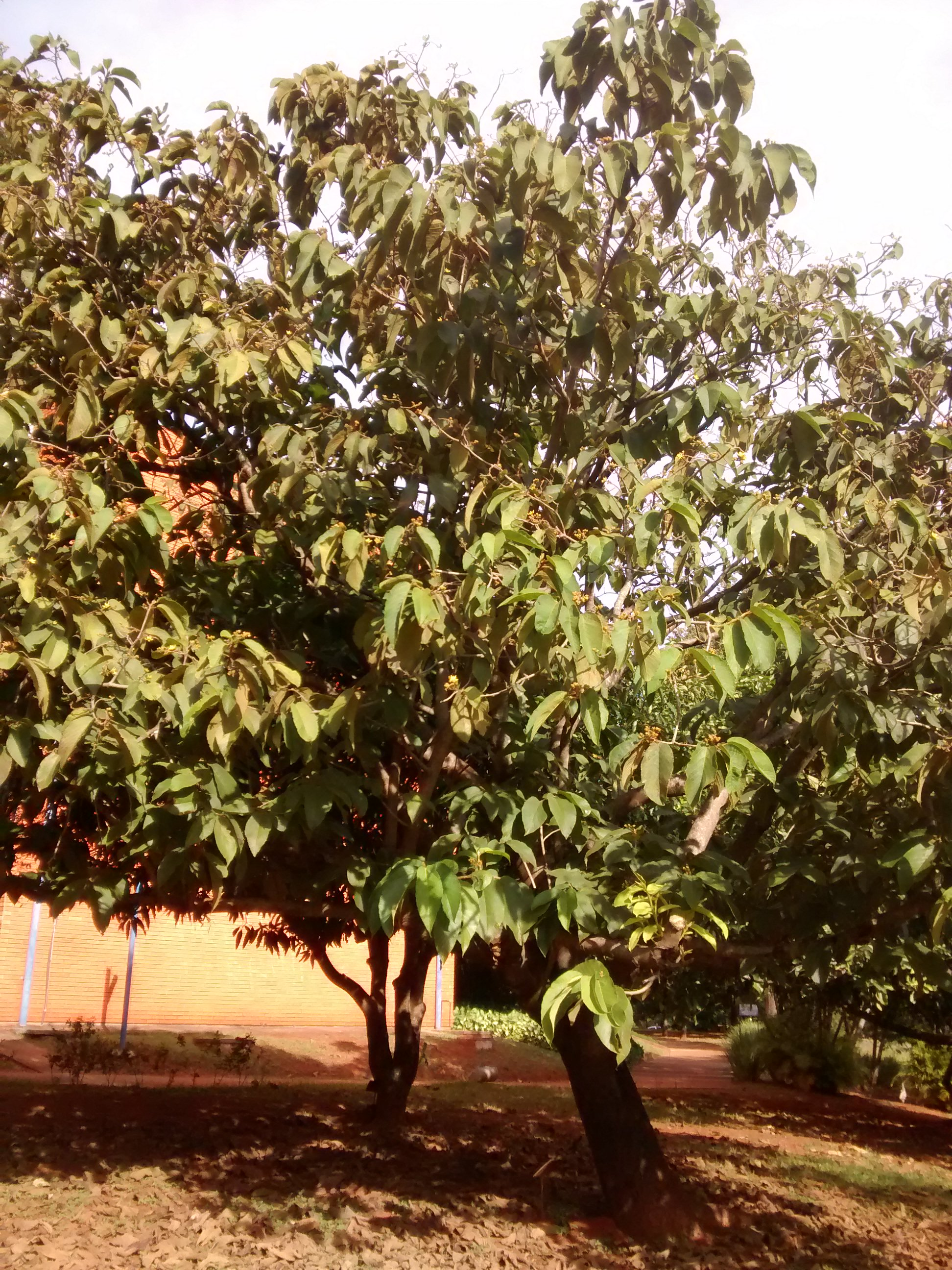
Árvore A. tibourbou Aubl.
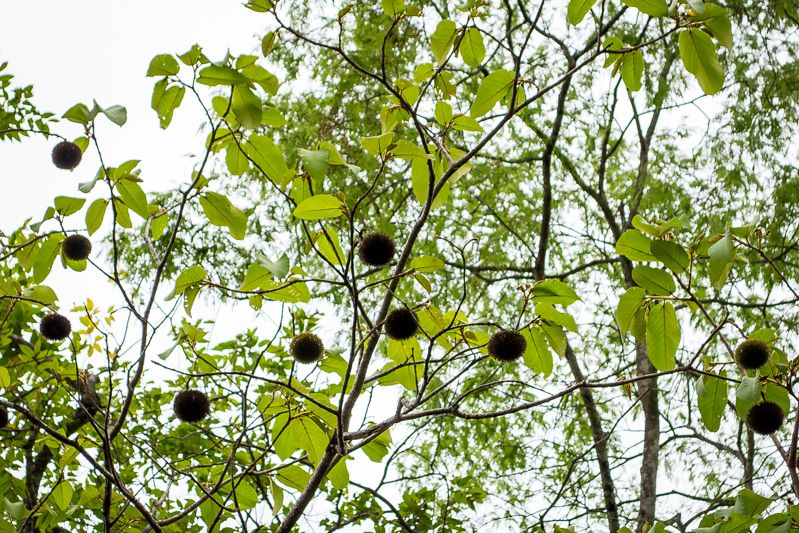
Ramos de A. tibourbou Aubl. com frutos.
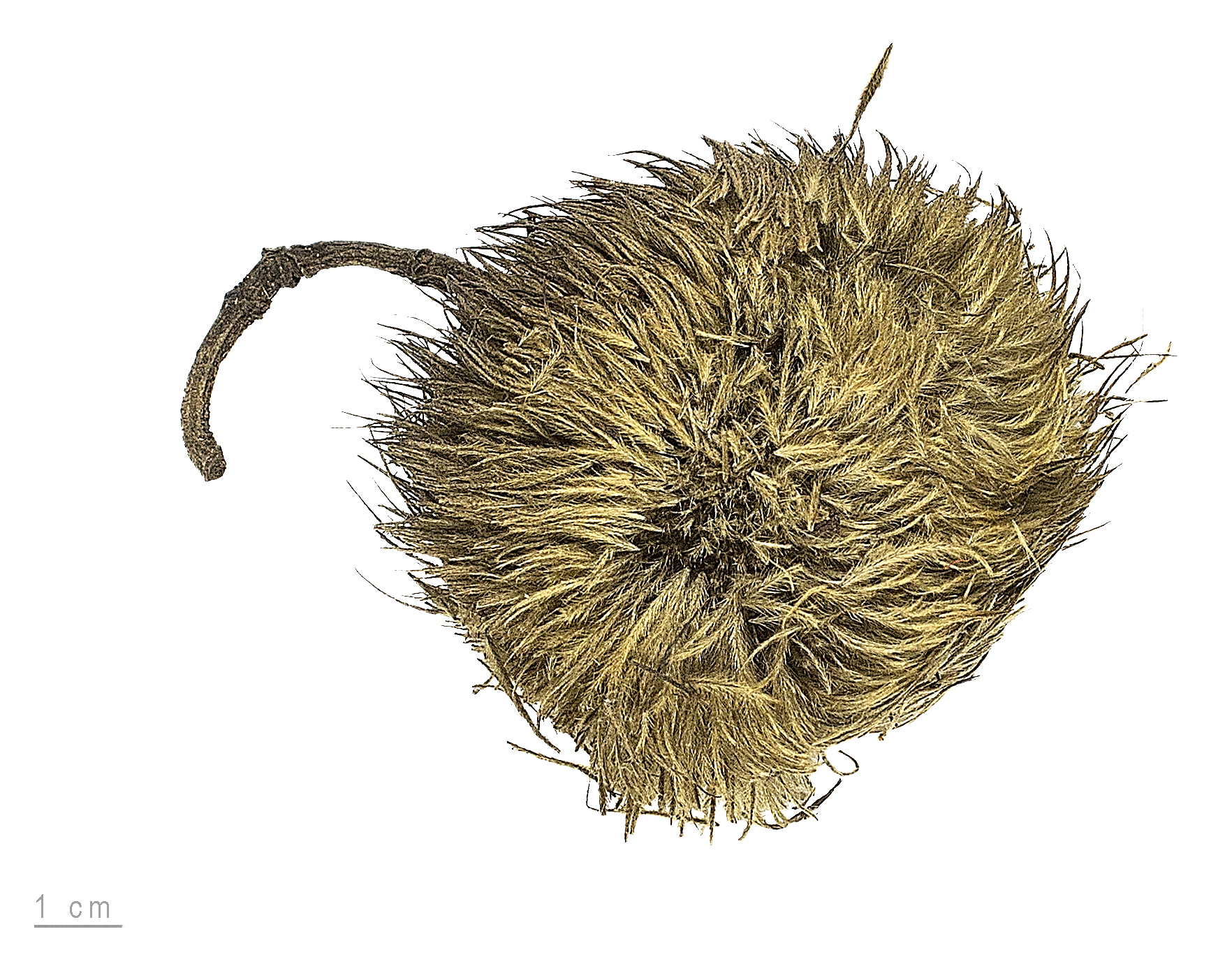
Fruto de A. tibourbou - MHNT
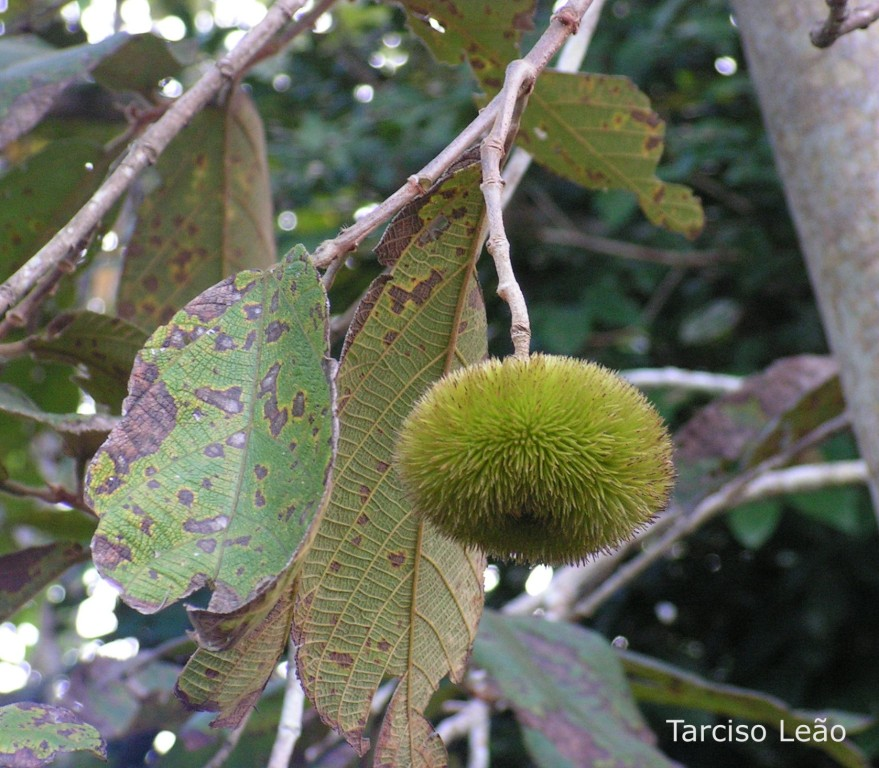
Fruto verde de A. tibourbou Aubl..
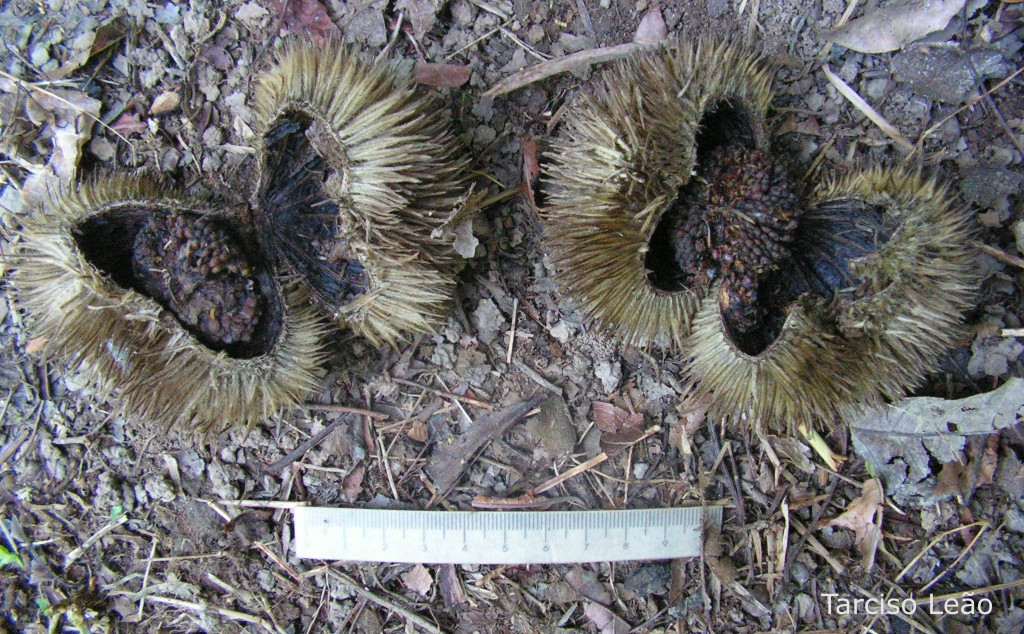
Fruto aberto e sementes de A. tibourbou Aubl..
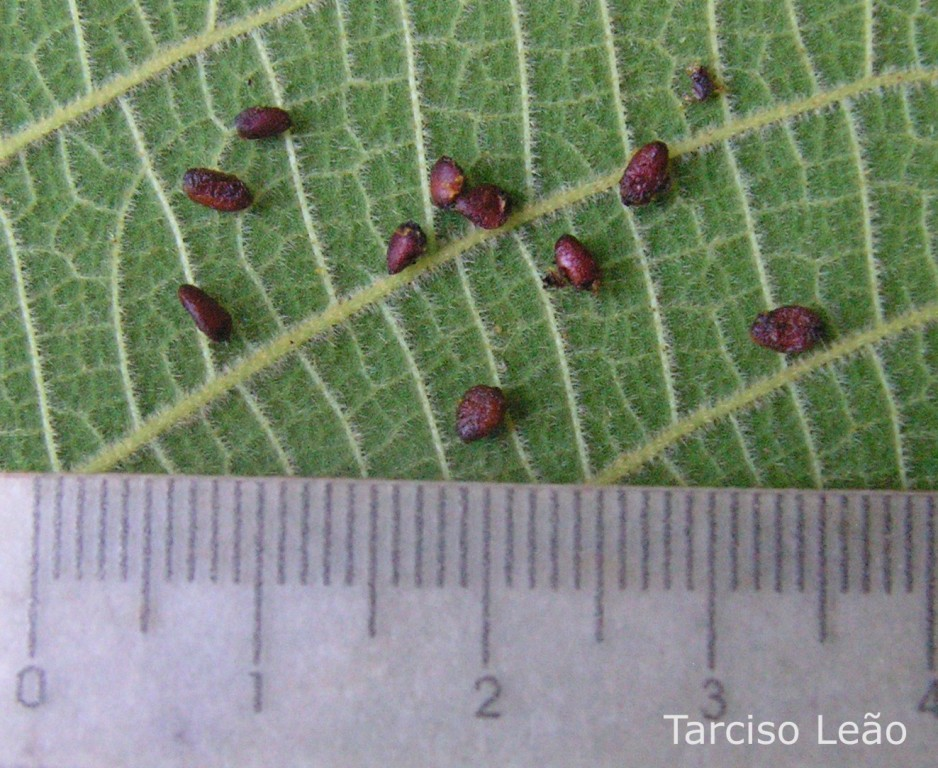
Sementes de A. tibourbou Aubl. e escala de tamanho.
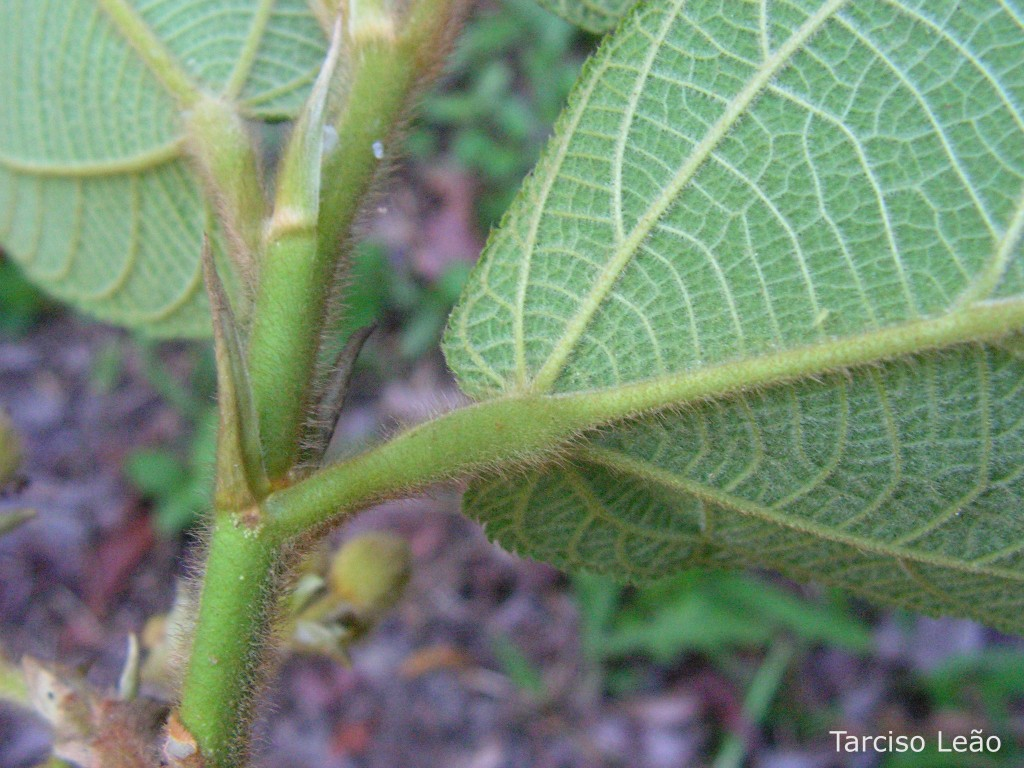
Penugem, estípulas, folhas em face inferior e gema de A. tibourbou Aubl..
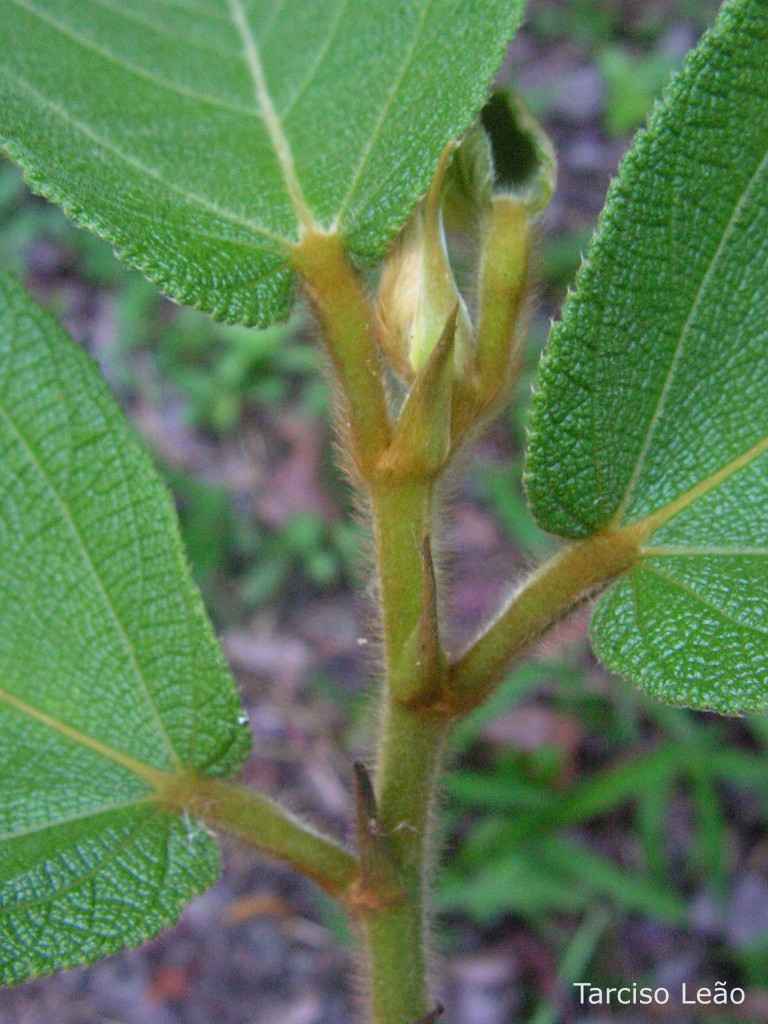
Penugem, estípulas, folhas em face posterior e gema de A. tibourbou Aubl..
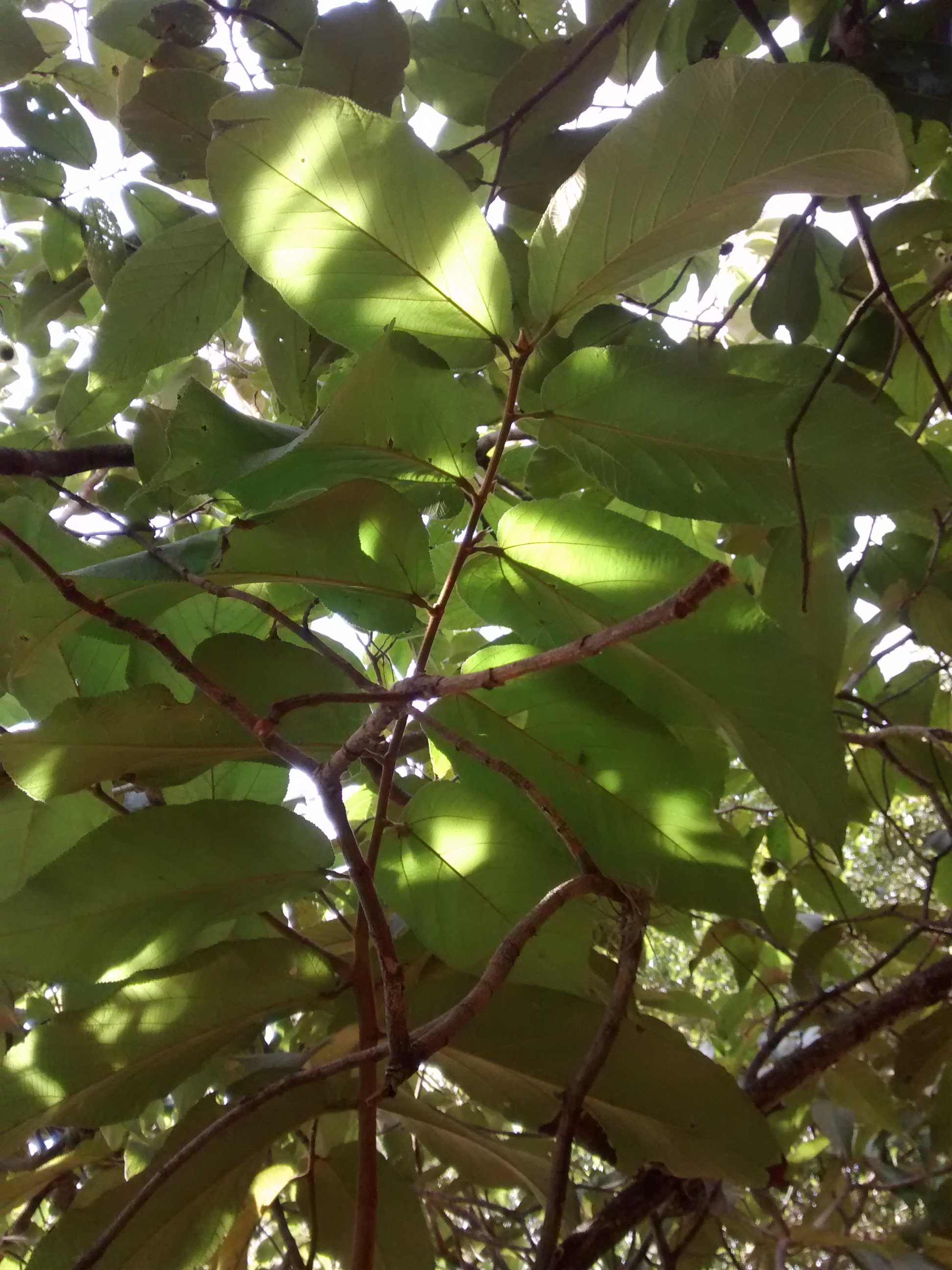
Detalhe das folhas alternas de A. tibourbou Aubl..
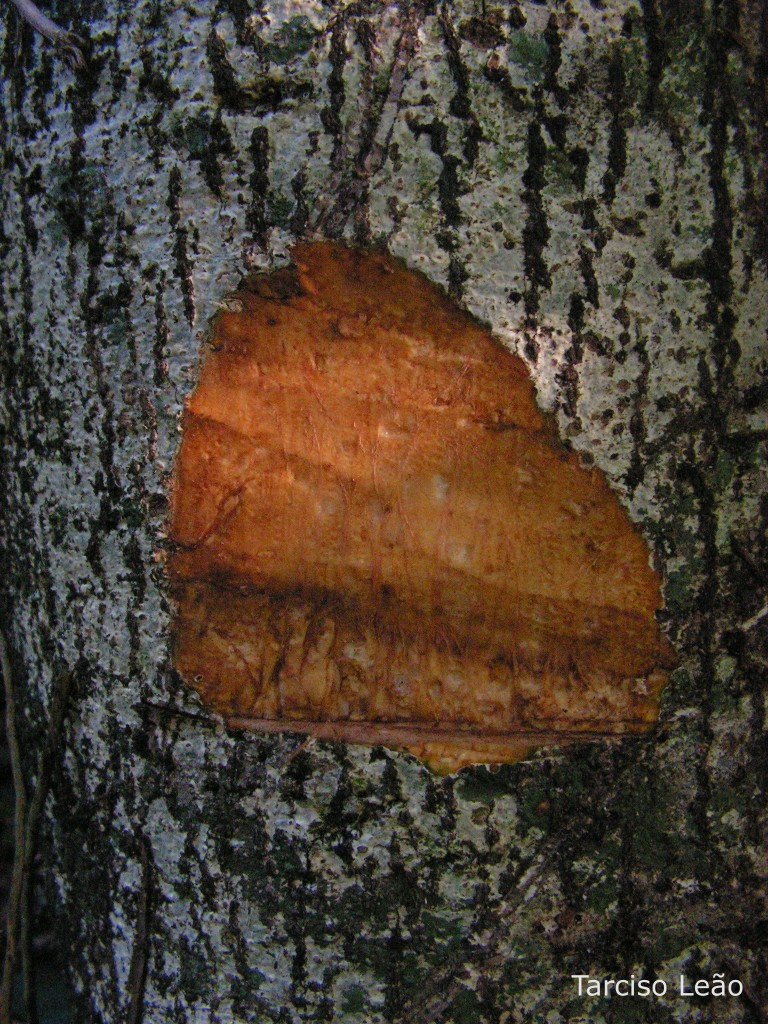
Tronco de A. tibourbou Aubl.
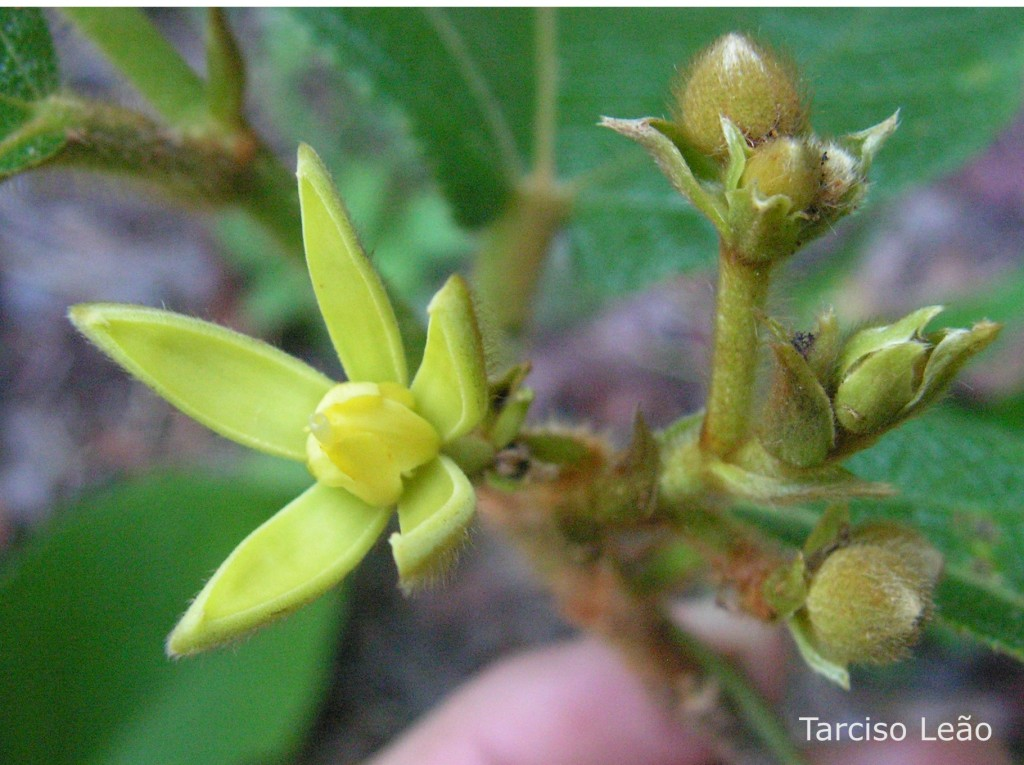
Flor de A. tibourbou Aubl.

## Ecologia
Árvore semidecídua. Seu período de floração é no mês de maio e ela é polinizada por abelhas. Frutos observados de janeiro a outubro.

## Distribuição geográfica
Distribui-se do México à Bolívia.
No Brasil ela ocorre nos biomas: Mata Atlântica, Cerrado, Caatinga e Amazônia nos tipos de vegetação: Cerrado (lato sensu), Floresta Ciliar ou Galeria, Floresta Ombrófila.

## Madeira
Sua madeira apresenta baixa densidade e baixa durabilidade natural, é porosa e fácil de trabalhar.

## Utilização
Sua madeira empregada para confecção de postes, produção de pasta celulósica e na construção de balsas por conta de sua flutuabilidade; a casca é usada para confecção de cordas.